# Grown-Up Christmas List
Grown-Up Christmas List (talvolta intitolata My Grown-Up Christmas List) è un brano musicale natalizio scritto da David Foster (musica) e Linda Thompson-Jenner (testo). La canzone è stata registrata originariamente da Foster e Natalie Cole nel 1990. Nel 1992 ne ha realizzato una sua versione la cantante Amy Grant, pubblicandola come singolo estratto dal suo album natalizio Home for Christmas.  

## Tracce
1. Grown Up Christmas List (edit) – 3:44
2. Grown Up Christmas List (LP version) – 5:00

## Formazione
- Amy Grant – voce
- Robbie Buchanan – tastiera
- Tom Hemby – chitarra
- The London Studio Orchestra

## Altre cover
- Il brano appare nella compilation Platinum Christmas, uscita nel 2000, in cui è stato eseguito da Monica.
- Nel 2003 il brano è stato interpretato da Kelly Clarkson.
- Luis Miguel interpreta il brano in lingua spagnola nel suo album Navidades, uscito nel 2006.
- Nel 2010 la canzone è stata eseguita da Charice nel suo EP intitolato anch'esso Grown-Up Christmas List.
- Il brano è interpretato da Delta Goodrem nel suo album Only Santa Knows, uscito nel 2020.